# Philaenus bifasciatus
Philaenus bifasciatus är en insektsart som beskrevs av Melichar 1902. Philaenus bifasciatus ingår i släktet Philaenus och familjen spottstritar. Inga underarter finns listade i Catalogue of Life.